# DFS Classic 2006
Il DFS Classic 2006  è stato un torneo di tennis giocato sull'erba.
È stata la 25ª edizione del DFS Classic, che fa parte della categoria Tier III nell'ambito del WTA Tour 2006.
Si è giocato al Edgbaston Priory Club a Birmingham in Inghilterra,
dal 12 al 18 giugno 2006.

## Campionesse

### Singolare
Vera Zvonarëva ha battuto in finale  Jamea Jackson con il punteggio di 7–6(12), 7–6(5).

### Doppio
Jelena Janković /  Li Na hanno battuto in finale  Jill Craybas /  Liezel Huber con il punteggio di 6–2, 6–4.